# Imaginary Heroes
Imaginary Heroes är en amerikansk långfilm från 2004 i regi av Dan Harris, med Sigourney Weaver, Emile Hirsch, Jeff Daniels och Michelle Williams i rollerna.

## Handling
Familjen Travis verkar vara en helt vanlig familj men bilden rämnar när äldste sonen Matt tar livet av sig.

## Rollista
| Sigourney Weaver  | – Sandy Travis       |
| Emile Hirsch      | – Tim Travis         |
| Jeff Daniels      | – Ben Travis         |
| Michelle Williams | – Penny Travis       |
| Kip Pardue        | – Matt Travis        |
| Deirdre O'Connell | – Marge Dwyer        |
| Ryan Donowho      | – Kyle Dwyer         |
| Suzanne Santo     | – Steph Connors      |
| Jay Paulson       | – Vern               |
| Luke Robertson    | – Jack Johnson       |
| Lee Wilkof        | – Mitchell Goldstein |
| Terry Beaver      | – Dr. Montey         |
| Sara Tanaka       | – Shelly Chan        |
| Ned Benson        | – Undercover Hippie  |
| Larry Fessenden   | – Store Clerk        |